# Parisocladus stimpsoni
Parisocladus stimpsoni är en kräftdjursart som först beskrevs av Heller 1861.  Parisocladus stimpsoni ingår i släktet Parisocladus och familjen klotkräftor. Inga underarter finns listade i Catalogue of Life.